# 原子力明るい未来のエネルギー

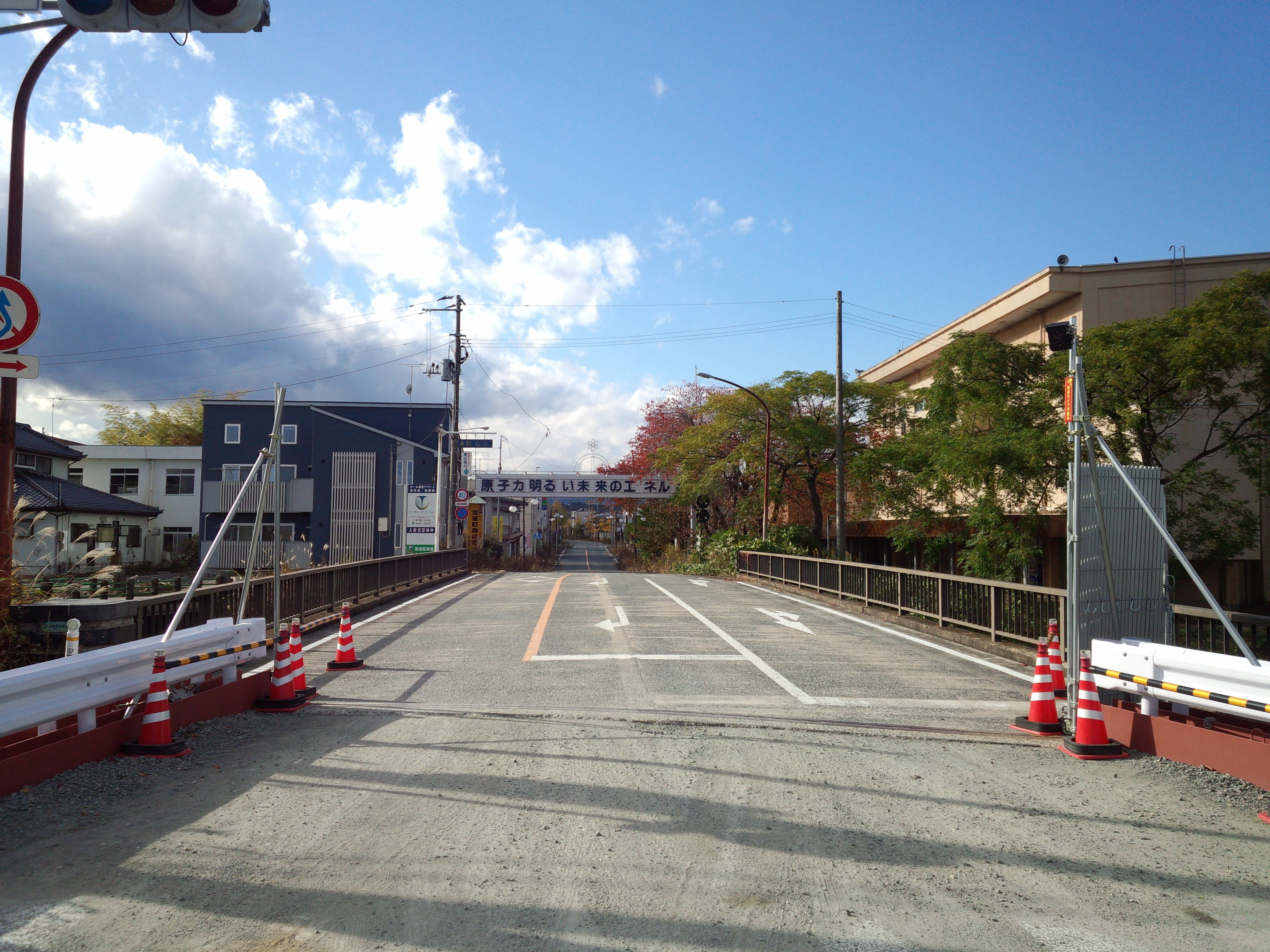
震災後の2013年撮影（現在は撤去済）

原子力明るい未来のエネルギー（げんしりょくあかるいみらいのエネルギー）は、原子力に関する標語である。双葉駅前の商店街の道路をまたぐような形で立っていた。 福島県双葉郡双葉町の看板に記されていたものが、2011年に発生した東日本大震災により安全神話を象徴する負の遺産として全国的に知られることとなった。

## 概要
東京電力福島第一原子力発電所は、福島県双葉郡の大熊町と双葉町にまたがる形で立地していた。双葉町は、原子炉増設の機運を高める目的で、町民らから標語を公募した。その結果、1987年に小学校6年生であった双葉町出身の大沼勇治が学校の宿題で考案した「原子力明るい未来のエネルギー」などの標語が採用された。当時の大沼さんには、原子力発電所によって「町が発展してビルが建ち並び、新幹線も通るのかな」などの希望に満ち溢れていたという。
双葉町はそれらの標語を記した看板を、町の中心部に設置した。1988年に一つ目の広報塔が商店街前にできたとき、表と裏に掲げられたのは最優秀の２点で、この標語は使われていない。しかし、1991年に二つ目の広報塔が町役場前にできると、標語の入れ替えがあり、この標語が商店街前に掲げられた。看板は、原発と共存してきた町の象徴とされてきた。特に、国道6号から見える「原子力明るい未来のエネルギー」は、原発を推進した双葉町の象徴的な風景であった。
2011年3月11日、東北地方太平洋沖地震に起因する福島第一原子力発電所事故が発生した。「原子力明るい未来のエネルギー」という標語の記された看板は、立ち入りが制限される帰還困難区域に残され、人が住んでいない“無人の町”に掲げられた姿は、新聞やテレビ等でたびたび大きく報じられた。
しかし、看板について双葉町は、老朽化が進み危険だとして撤去した。伊沢史朗町長は「大切に保存し、復興した時に改めて復元、展示したい」とした。
2020年、福島県は双葉町の「東日本大震災・原子力災害伝承館」のテラスに看板を再設置する方針を決定。2021年1月4日に設置や運搬に係る業務委託の入札を公告した。2021年3月24日に、腐食のため台座部分を新調したうえで看板の展示が開始した。しかし、2021年8月に、紫外線や潮風による劣化を防ぐためレプリカに変更した。 実物はくすみやひび割れがあり、建物内で保管しているという。
福島第一原子力発電所事故以降、看板周辺は帰還困難区域となり、立ち入ることはできなかった。しかし、2022年8月30日に、看板が設置されていた場所の道路と双葉駅周辺の避難指示が解除され、一般の人も立ち入りが可能になった。

## 経緯
- 1987年 - 大沼勇治が「原子力明るい未来のエネルギー」の標語を考案[4]。
- 1988年 - 双葉町が、「原子力明るい未来のエネルギー」という標語の入った看板を国道6号沿いの双葉町体育館前（商店街入り口）に設置[2][16][17]。
- 1991年 - 双葉町が、最優秀賞の標語である2点「原子力豊かな社会とまちづくり」「原子力郷土の発展豊かな未来」が記された看板を双葉町役場の入り口近くに設置[2]。これに伴い、優秀賞の標語である「明るい未来のエネルギー」が商店街前に掲げられた[5]。
- 2011年3月11日 - 東北地方太平洋沖地震に起因する福島第一原子力発電所事故が発生。
- 2014年6月21日 - 「原子力　明るい未来のエネルギー」の標語の看板を象徴的に出した映画『あいときぼうのまち』が公開される[18]。
- 2015年3月 - 双葉町が、この標語を掲げた看板の撤去を決める[3]。
- 2015年3月16日 - 大沼勇治が、「原発事故の反省を踏まえ、子どもたちにうそのない真実の未来を残すため、負の遺産として残すべきだ」として、看板を保存するよう求める要望書を町長と町議会議長に提出[19]。
- 2015年6月 - 大沼勇治が、自らの考案した標語の入った看板が福島第一原子力発電所事故の教訓になるとして現場保存を求め、各地の脱原発集会などで集めた6902人分の署名を双葉町に提出[2]。
- 2015年12月21日 - 標語の入った看板2基の撤去作業が始まる。双葉町は、町役場前の1基について、3つに切断して保管[20]。
- 2016年3月4日 - 町体育館前の看板の撤去[20]。看板は切断されず、保管場所である町役場の敷地内に運ばれた[20]。
- 2016年10月 - 原発PR看板2基の文字パネル56枚が、「ふくしま震災遺産保全プロジェクト」を進める福島県立博物館（会津若松市）に移管される[21]。鉄板や支柱は双葉町役場で保管を続ける[21]。
- 2020年9月20日  - 東日本大震災・原子力災害伝承館が開館。双葉町は原発PR看板の実物展示を要望していたが、福島県は全長16メートルという大きさを理由に看板を展示せず、写真の展示のみに止まっていたが、一転してテラスに看板を再設置する方針を決定[12]。
- 2021年1月4日 - 看板の設置や運搬に係る業務委託の入札を公告[12]。
- 2021年3月24日 - 腐食のため、台座部分を新調したうえで看板の展示が開始[13]。
- 2021年8月 - 紫外線や潮風による劣化を防ぐためレプリカに変更[14]。
- 2022年8月30日 - かつて看板が設置されていた場所の避難指示が解除され、一般の人も立ち入りが可能となった[15]。

## その他の原発標語
1987年、町は標語を町民に公募し、応募者数178人、応募総数281点が集まった。
その中から下記の5点が入賞作に選ばれた。
- 「原子力郷土の発展豊かな未来」（最優秀賞）
- 「原子力夢と希望のまちづくり」（最優秀賞）
- 「原子力豊かな社会とまちづくり」（優秀賞）
- 「原子力明るい未来のエネルギー」（優秀賞）
- 「原子力正しい理解で豊かなくらし」（優秀賞）

## この標語が出てくる作品

### 映画
- 『がんばっぺフラガール』（2012年、監督：小林正樹） - ダンサーの一員の父が看板の設計を手掛けたことがある。
- 『あいときぼうのまち』（2013年、監督：菅乃廣）
- 『Ryuichi Sakamoto: CODA』（2017年、監督：スティーブン・ノムラ・シブル）
- 『Fukushima 50』（2020年、監督：若松節朗）

### 書籍
- 森田靖郎 『ファースト・アトミック』 アドレナライズ 2012
- マッド・アマノ 『原発のカラクリ―原子力で儲けるウラン・マフィアの正体―』 鹿砦社 2012 ISBN 978-4846308872
- 藤原博史 『ペット探偵は見た！』 扶桑社 2013 ISBN 978-4594068448
- 本間龍 『原発広告』 亜紀書房 2013 ISBN 978-4750513287
- ルース・オゼキ 『あるときの物語上』 早川書房 2014 ISBN 978-4152094414
- 林家たい平 『林家たい平　特選まくら集　高座じゃないと出来ない噺でございます。』 竹書房 2016 ISBN 978-4801909410
- 「明るい未来」を子どもたちに　原子力に未来を夢みた町に生きて（写真絵本それでも「ふるさと」　あの日から１０年）豊田直巳 写真・文　農山漁村文化協会(農文協)2020/12/15　ISBN 978-4-540-20167-7

### 美術作品
- 太湯雅晴 「原子力 明るい未来の エネルギー」[22]